# Rainier Sacco
Rainier Sacco (ou Reinerius ou encore Raniero Sacconi en italien ; années 1200 - vers 1263) fut un inquisiteur dominicain italien.

## Biographie
Sacco est né à Plaisance vers le début du XIIIe siècle ; décédé vers 1263. On dit généralement qu'il meurt en 1258 ou 1259, mais cette hypothèse est contredite par le Bref d'Urbain IV qui le rappelle à Rome le 21 juillet 1262.
D'après son livre Summa contra Hæreticos (Une somme contre les hérétiques) plus tard renommé de manière peu honnête Summa contra Valdenses par les Jésuites, il fut converti très jeune par les cathares, devint l'un de leurs évêques et resta parmi eux dix-sept ans. Il est revenu au catholicisme (probablement influencé par la prédication de saint Pierre Martyr), a rejoint l'Ordre des Prêcheurs récemment créé, et a fait du prosélytisme auprès des cathares de Haute-Italie pendant de nombreuses années.
Après le martyre de Saint-Pierre, Sacco fut nommé inquisiteur de la Lombardie et des Marches d'Ancône. Impopulaire parmi les cathares, il fut finalement exilé.

## Écrits
Coussord prétend avoir découvert un vieux manuscrit de Rainier, bien que le texte (Paris, 1548) semble en fait avoir été une œuvre d'Yvonetus ; son Tractatus de haeresi pauperum de Lugduno. Flacius prétendait également l'avoir, dans le Catalogus testium veritatis ("De Waldensibus", Bâle, 1556). La "Summa de catharis et leonistis, seu pauperibus de Lugduno" (Martène dans Thes. Nov. Anecd. V Paris, 1717) est selon Gieseler la seule œuvre authentiquement attribuée à Rainier Sacco. L'ouvrage est une description des sectes et des doctrines cathares et était considéré comme une grande autorité au Moyen Âge. L'édition de Gretser (Ingolstadt, 1613) est très interpolée, de sorte (à l'exception des pages intercédantes du chapitre six) qu'elle constitue davantage un mélange de descriptions des factions hérétiques de la fin du XIIIe siècle, recueilli à partir de diverses sources par un inquisiteur allemand anonyme en Autriche après la mort de Sacco.